# Бюстгальтер годувальниці

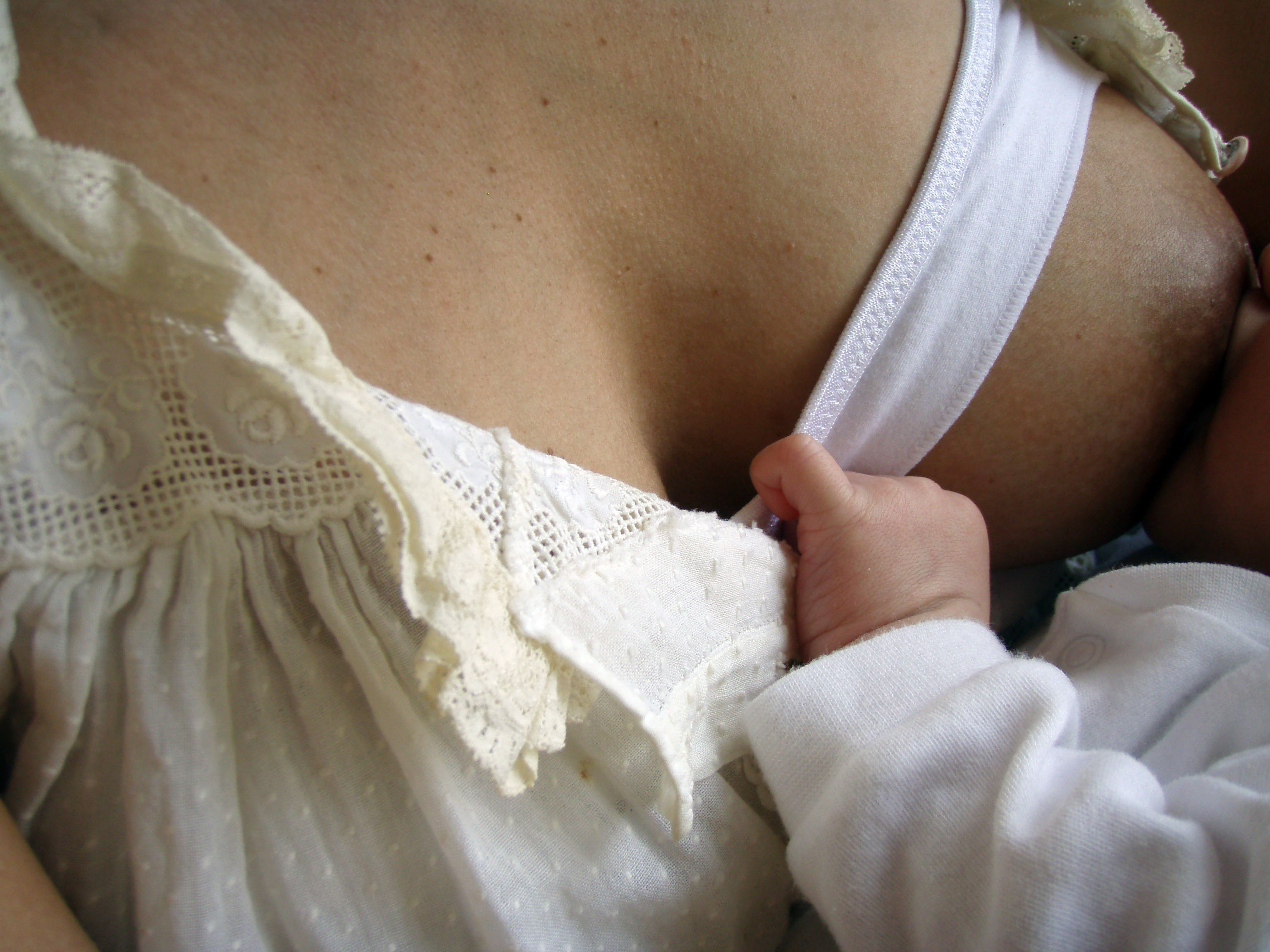
Жінка у бюстгальтері годувальниці

Бюстгальтер годувальниці — бюстгальтер, призначений для жінок, які годують груддю, надає можливість робити це, не знімаючи його. Містить клапани, які можна відкрити однією рукою з метою оголення соска.

## Різновиди
Існує чимало видів бюстгальтерів годувальниці. Деякі представляють собою спортивний бюстгальтер, дозволяючи матері, що годує, займатись спортом більш легко.
Більшість бюстгальтерів традиційно виробляють білого кольору, однак поступово виробники почали пропонувати різні форми та кольори.